# Mitreo di Felicissimo
Il Mitreo di Felicissimo (V,IX,1) era un mitreo, luogo di culto del mitraismo, che si trovava nella regio V della città romana di Ostia.

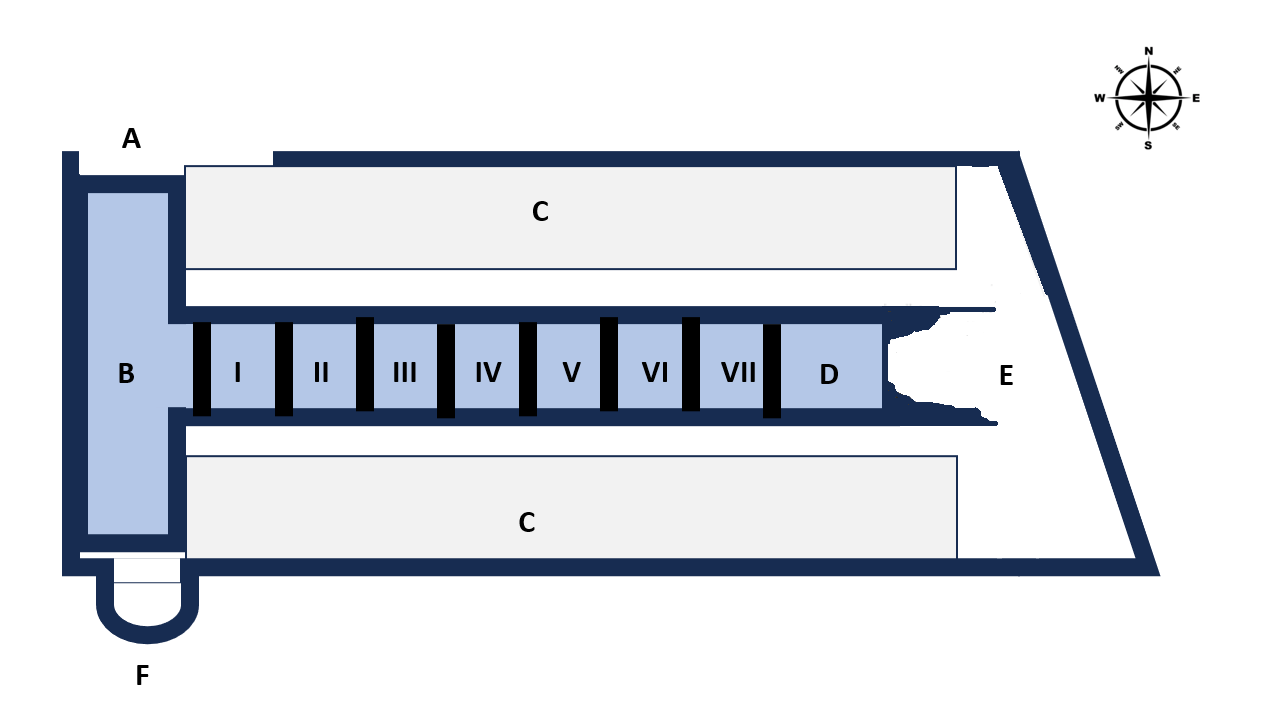
Schema planimetrico

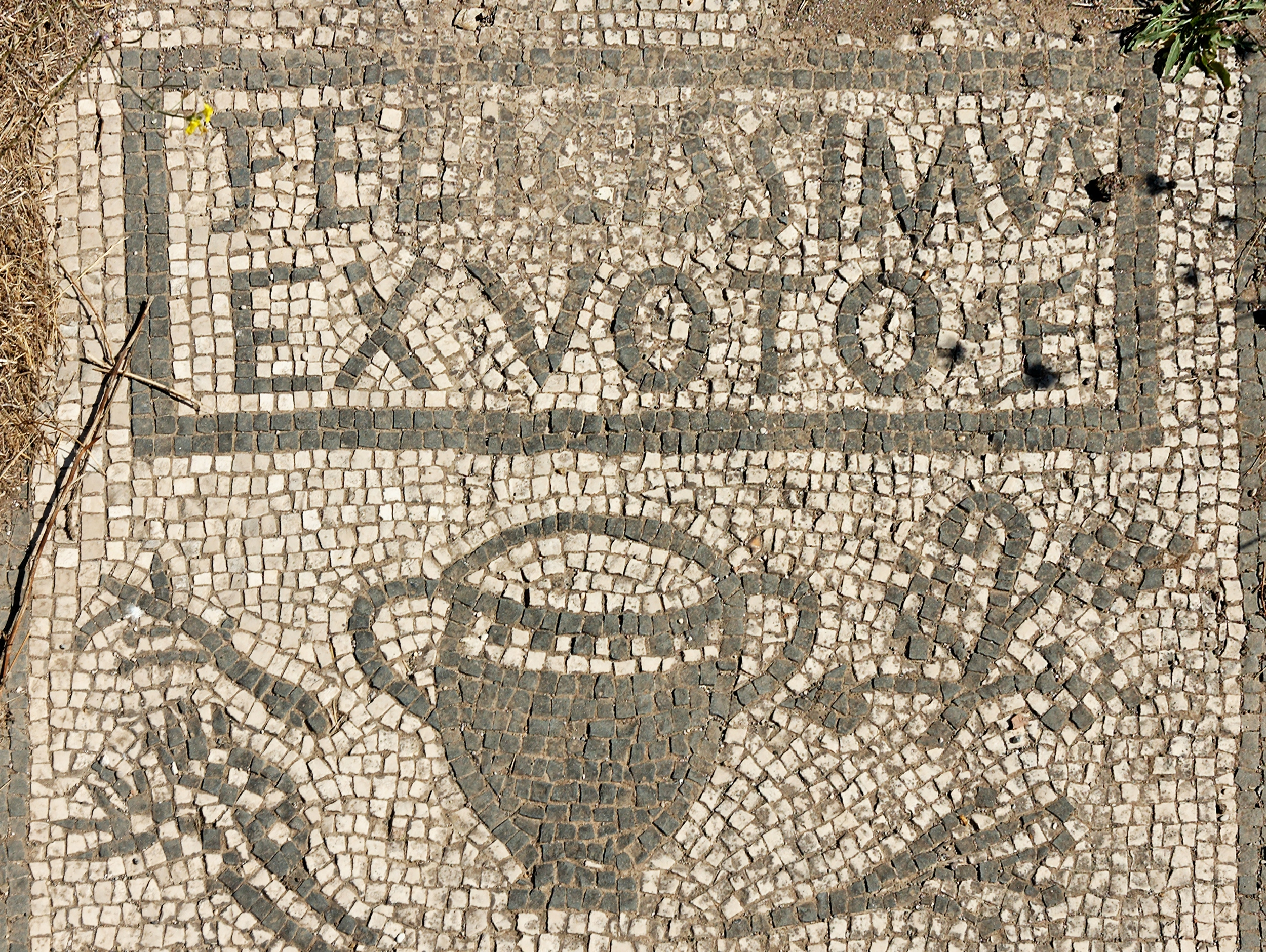
Pannello con la dedica di Felicissimus

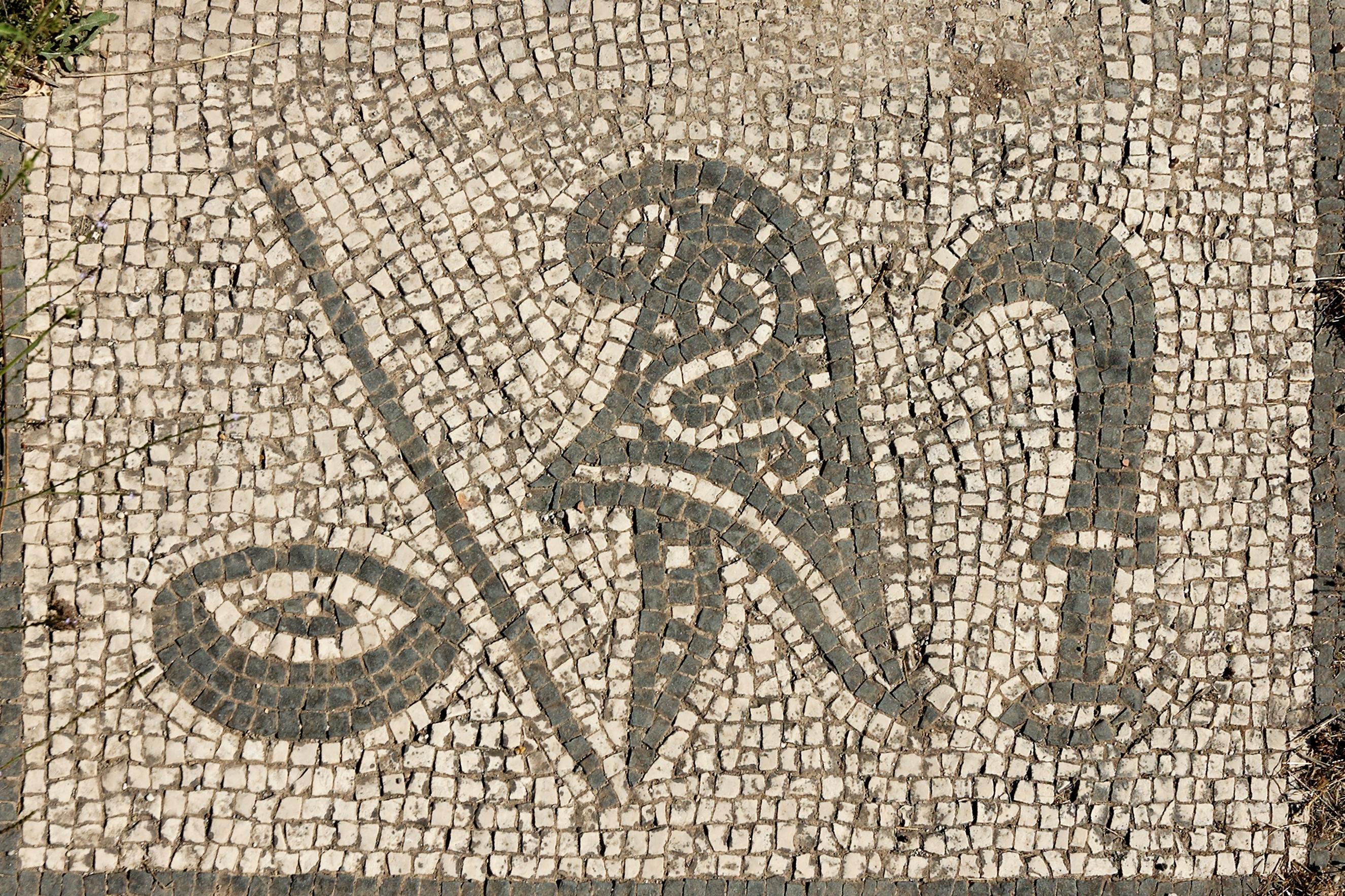
7° pannello, relativo al grado Pater

## Descrizione
Il mitreo si trova a sud del decumano massimo, da dove è raggiungibile da via degli Augustali; nelle sue immediate vicinanze ad est, si trovano il Santuario della Bona Dea e le Terme del Nuotatore.
Costruito nella seconda metà del III secolo all'interno di un edificio del II secolo, presenta nel pavimento un mosaico a tessere bianche e nere in cui sono raffigurati, entro specchiature nere, i simboli dei sette gradi dell'iniziazione mitraica, dal più basso (I) al più alto (VII); nell'ultimo pannello (D) è presente l'iscrizione dedicatoria FELICISSIMVS / EX VOTO F(ecit), con ogni probabilità uno schiavo.
In fondo (E) si trovava l'altare ora scomparso, e lungo le pareti laterali si trovano i podi (C) per i fedeli. All'ingresso (A), cui si accede dalla strada tramite una porta decentrata rispetto all'asse del sacello, al fine di impedire ai passanti di scorgere i riti che si svolgevano all'interno, si trova una nicchia in cui doveva trovarsi la statua di uno dei due geni portatori di fiaccola.

## Mosaico
Nel primo pannello, sono rappresentati un caduceo, il bastone alato con due serpenti attorcigliati ossia un riferimento al pianeta Mercurio, e un corvo, un riferimento al grado corax, che era l'araldo del sole.
La parte sinistra del secondo pannello è scomparsama resta un diadema con una mezzaluna, un riferimento al pianeta Venere. In basso c'è una lampada, appartenente al grado nymphus, sposo.
Nel terzo pannello c'è un elmo, simbolo del pianeta Marte. In alto c'è una lancia, con a sinistra una borsa, entrambim attributi del grado miles, soldato.
Nel quarto pannello c'è un fulmine, simbolo del pianeta Giove. A sinistra c'è un oggetto che sembra una vanga, ma forse un simpulum o un mestolo, in riferimento al trasporto del fuoco e al grado leo, leone. Al centro c'è un sistro, un sonaglio, forse un riferimento alla Magna Mater, che è spesso vista con i leoni.
Nel quinto pannello c'è una mezzaluna, simbolo della luna, e in basso c'è Hesperos, la stella della sera. A sinistra c'è un hamatus ensis o falcatus ensis, una spada, il simbolo del grado Perses, persiano. Di solito è raffigurato nella mano di Ercole che combatte l'Idra, e di Perseo che uccide Medusa.
Nel sesto pannello c'è una corona con nastri e sette raggi, simbolo del sole, Sol. Il grado che è sotto la protezione di Sol è l'Heliodromus. A questo "Corridore del Sole" si riferisce l'oggetto a destra, una frusta per i cavalli dorati e infuocati, mentre la torcia a sinistra simboleggia Phosphoros, la stella del mattino.
Nel settimo pannello c'è un coltello da potatura, attributo del pianeta Saturno. Il berretto frigio a sinistra appartiene al grado più altopater, padre, il capo della comunità mitraica. A sinistra ci sono una patera e un oggetto magico, un rabdos, un bastone di ebano, usato per promuovere gli iniziati a un grado superiore. Attraverso le sette sfere planetarie, attraverso i sette gradi di iniziazione, i fedeli si avvicinavano a Mitra e al Sole. Alcuni potevano raggiungere l'ottava sfera, di luce infinita.